# SalibandySeura Viikingit
SalibandySeura Viikingit (SSV), är en innebandyklubb från Helsingfors i Finland. Klubben har bland annat kommit femma i Europacupen i innebandy (2007/2008).